# Cason
Cason è una comunità non incorporata degli Stati Uniti d'America della contea di Morris nello Stato del Texas.

## Geografia fisica
Cason si trova sulla State Highway 11 e la Louisiana and Arkansas Railway, cinque miglia a ovest di Daingerfield nella parte sud-occidentale della contea di Morris.